# Anti Europa Partij

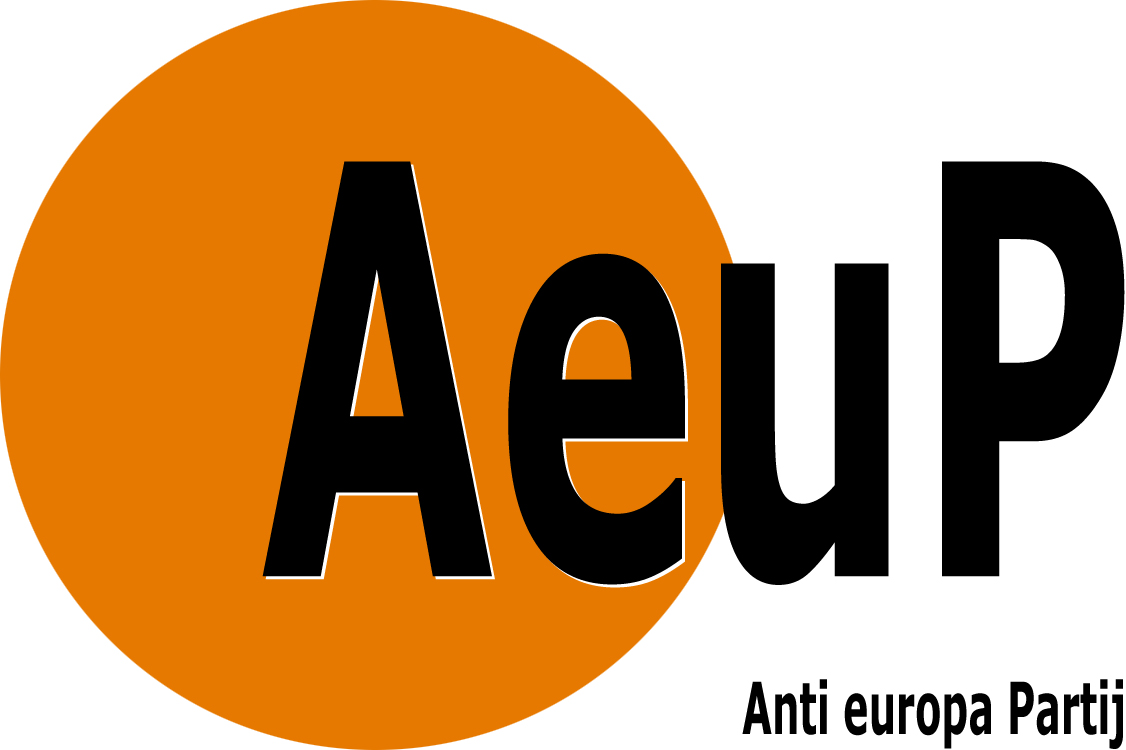
Logo van de Anti Europa Partij

De Anti Europa Partij (AeuP) is een Nederlandse politieke partij.
De partij (AeuP, niet te verwarren met de AEP, de Anti Euro Partij) werd juni 2012 opgericht.
Kernpunten van de partij zijn het uittreden van Nederland uit de Europese Unie en het afschaffen van de euro als officiële munteenheid in Nederland.

## Standpunten
- Uit de euro
- De Nederlandse zelfstandigheid weer terug
- Stoppen met de financiering van zwakke EU-landen
- Vereenvoudiging van het belastingstelsel
- Verlaging van de belastingdruk
- Aantrekken buitenlandse investeerders
- Verminderen van de financiële ontwikkelingshulp
- Behoud van koopkracht van gepensioneerden
- Zorg moet op hoog niveau blijven
- Investeren in onderwijs en wetenschap
- Gebruik van referenda en peilingen onder achterban

## Deelname aan verkiezingen

### Tweede Kamerverkiezingen 2012
De AeuP nam deel aan de verkiezingen voor de Tweede Kamer op 12 september 2012. De partij behaalde in Nederland 0,1 procent van de stemmen. Op de BES-eilanden kwam de partij tot 1,3 procent.

### Europese Parlementsverkiezingen 2014
De AeuP nam, onder de naam Anti EU(ro) Partij, deel aan de Europese Parlementsverkiezingen op 22 mei 2014.